# Мужиновское сельское поселение
Мужиновское сельское поселение — муниципальное образование в юго-восточной части Клетнянского района Брянской области. Административный центр — село Мужиново.
Образовано в результате проведения муниципальной реформы в 2005 году, путём слияния Мужиновского и части Новотроицкого сельсовета.

## Население
| 2010  | 2011  | 2012  | 2013  | 2014  | 2015  | 2016  |
| ----- | ----- | ----- | ----- | ----- | ----- | ----- |
| 1191  | ↘1185 | ↘1162 | ↘1136 | ↘1100 | ↘1077 | ↗1090 |
| 2017  | 2018  | 2019  | 2020  | 2021  |       |       |
| ↘1059 | ↘1039 | ↘1014 | ↘993  | ↘923  |       |       |

## Населённые пункты
| №  | Населённый пункт | Тип     | Население |
| -- | ---------------- | ------- | --------- |
| 1  | Алень            | деревня | ↘272      |
| 2  | Горень           | деревня | →0        |
| 3  | Краснополье      | деревня | ↘5        |
| 4  | Мужиново         | село    | ↘388      |
| 5  | Неделька         | деревня | ↘112      |
| 6  | Николаевка       | деревня | ↘107      |
| 7  | Новая Мармазовка | деревня | →0        |
| 8  | Новоалексеевка   | деревня | ↘5        |
| 9  | Новотроицкое     | деревня | ↘220      |
| 10 | Озерцо           | деревня | ↘25       |
| 11 | Ольшанка         | деревня | →0        |
| 12 | Пушкино          | деревня | →0        |
| 13 | Северец          | деревня | ↘2        |